# 庸俗唯物主义
庸俗唯物主义，是一个将唯物主义庸俗化的思想观点，流行于19世纪的德国。

## 简介
庸俗唯物主义虽然承认唯物主义的基本原理，并且尖锐抨击唯心主义的思辨哲学及宗教。但是将意识直接归结为物质，认为人的精神活动能力只不过是脑物质的分泌物或认为思想就是脑髓质的位移。

## 代表人物
- 瑞士哲学家、博物学家K·福格特
- 德国哲学家、医生L·毕希纳
- 荷兰生理学家J·摩莱肖特[1]